# 조 터켈
조 터켈(영어: Joe Turkel, 1927년 7월 15일 ~ 2022년 6월 27일)는 미국의 배우, 텔레비전 배우, 영화배우이다.

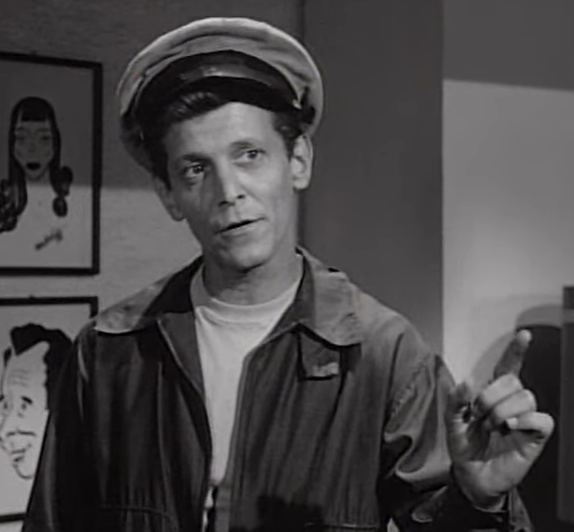
조 터켈 (1960년)

미국 뉴욕주 뉴욕시 브루클린에서 태어났으며, 미국 캘리포니아주 샌타모니카에서 사망하였다.

## 출연 작품

### 영화
- 《마의 버뮤다》 (1990년)
- 《블레이드 러너》 (1982년) - 엘던 타이렐 박사 역
- 《샤이닝》 (1980년) - 로이드 역
- 《발렌타인 데이의 대학살》 (1967년)
- 《산 파블로》 (1966년)
- 《킹 랫》 (1965년)
- 《추격》 (1959년)
- 《보난자》 (1959년)
- 《워락》 (1959년)
- 《영광의 길》 (1957년)
- 《우정어린 설득》 (1956년)
- 《매드 앳 더 월드》 (1955년)
- 《용감한 린티》 (1954년)
- 《스타리프트》 (1951년)
- 《론 레인저 - 49년 시리즈》 (1949년)